# Скотт Голт
Скотт Голт  (англ. Scott Gault, 31 січня 1983) — американський веслувальник, олімпієць.

## Виступи на Олімпіадах
| Олімпіада   | Дисципліна                       | Місце |
| ----------- | -------------------------------- | ----- |
| Пекін 2008  | четвірка парна                   | 5     |
| Лондон 2012 | четвірка розпашна без стернового | 3     |

## Зовнішні посилання
- Досьє на sport.references.com [Архівовано 13 грудня 2012 у Wayback Machine.]

1. ↑  Scott Gault